# گالسیا

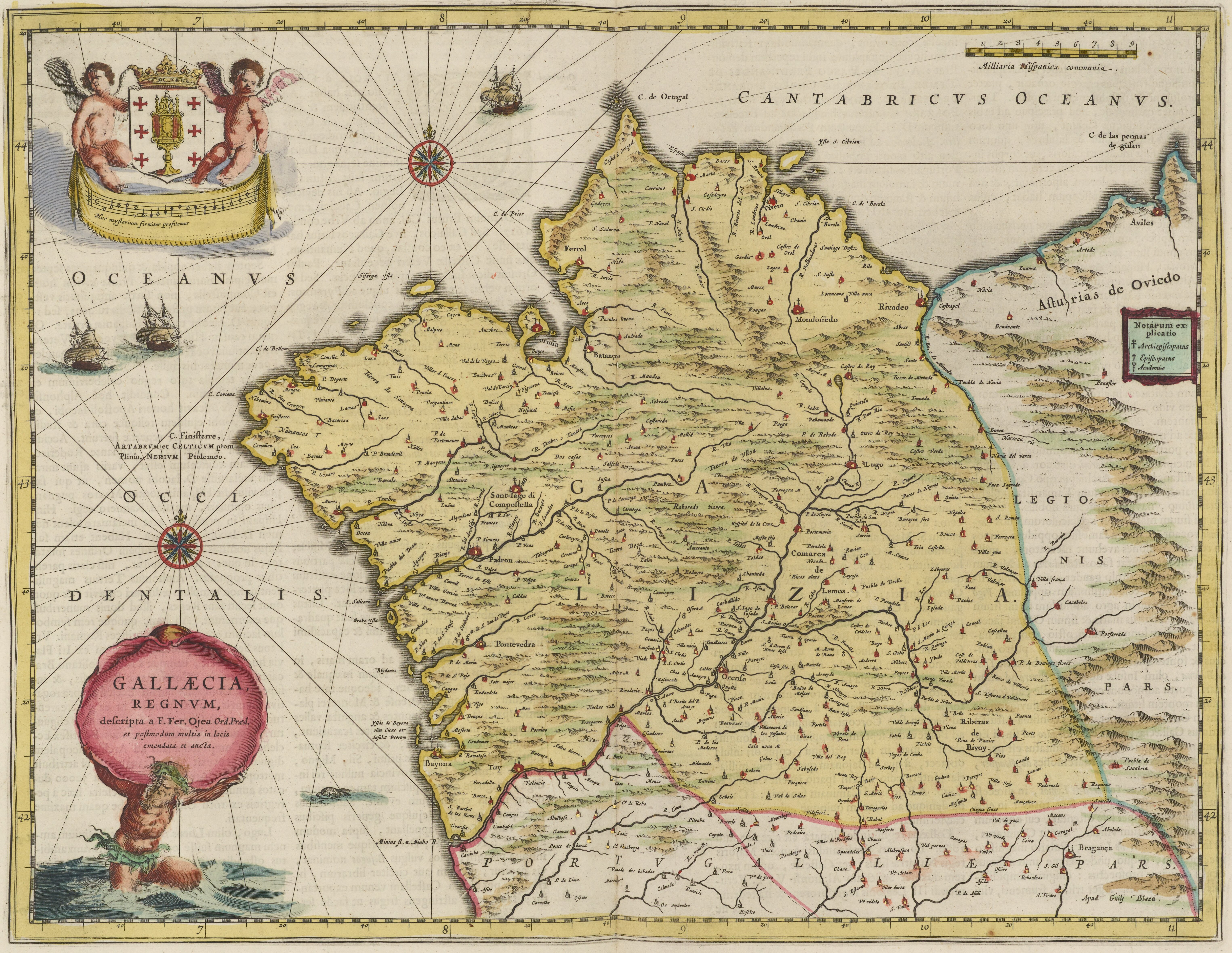
نقشه ای از گالیسیا در شمال غربی شبه جزیره آیبریا.

گالِسیا یا گالیسیا مجموعه قبایلی بربری در آیبریا بودند که پس از اشغال توسط روم با نام هیسپانیا گالسیا نیز شناخته شدند، بعدها استانی رومی در شمال غربی هیسپانیا در این ناحیه تأسیس شد که تقریباً شامل گالیسیای امروزی، شمال پرتغال، آستوریاس و لئون و پادشاهی بعدی گالاسیا در قرون وسطی بود. شهرهای رومی شامل بندر کاله (پورتو)، مراکز حکومتی براکرا آگوستا (براگا)، لوکوس آگوستی (لوگو) و آستوریکا آگوستا (آستورگا) و مناطق اداری آنها کنونتوس لوسنسیس(Conventus lucensis) ،کنونتوس براکارنسیس(Conventus bracarensis) و کنونتوس آستوریسنسیس(Conventus asturicensis) بود.

## توصیف
در زمان جمهوری روم و پس فتح آیبریا قسمت شمال غربی هیسپانیا یا شبه جزیره ایبری را گالاسیا به نام قبایل سلتی این منطقه که گالئیسی یا گالسیایی‌ها بودند نام‌گزاری کردند.
گالسی‌ها در کتاب حماسی قرن اول میلادی یعنی پونیکا اثر سیلیوس ایتالیکوس در مورد جنگ پونی اول وارد تاریخ مکتوب می‌شوند که به شرح زیر است:
گالاسیای ثروتمند، شامل جوانانی که راه خود را در دانش پیشگویی از احشای جانوران، با پر و شعله آتش جستوجو می‌کردند، که اکنون با آواز بربری (وحشی گری)، زبان مادری خود را فریاد می‌زنند، اکنون متناوباً در رقص‌های موزون خود به زمین می‌کوبند تا زمین بانگ برآرد. و همراهی با نواختن با کاتره‌های صوتی» (سپر نوعی سپر کوچک بود که در منطقه استفاده می‌شد).
بنابراین، گالاسیا، مجموعه ای از تپه‌های نظامی و مسکونی بود که به خاطر معادن طلایش نیز شهرت داشت. این فرهنگ در گالیسیای امروزی، شمال پرتغال، بخش غربی آستوریاس، بیرزو، و سانابریا گسترش یافته و بنابر گفته نویسندگان کلاسیکی چون پومپونیوس ملا و پلینی بزرگ، از فرهنگ لوسیتانی همسایه در جنوب متمایز بود.
بعدترها، گالسی‌ها در کتاب تاریخ اسطوره‌ای لبور گابالا ارن نامشان ذکر شده بود، طوری که گالیسیا را به عنوان نقطه‌ای که گال‌ها از آنجا برای فتح ایرلند حرکت کردند، همان‌طور که گالاسیا را با زور اسلحه در اختیار داشتند، معرفی می‌کند.
سوئبی‌ها بخشی از گالاسیا را تصاحب کردند، جایی که بعداً پادشاهی در آنجا تأسیس کردند. پس از اینکه وندال‌ها و آلان‌ها به شمال آفریقا رفتند، سوئیبی کنترل بسیاری از شبه جزیره ایبری را به دست گرفت. با این حال، لشکرکشی‌های ویزیگوتیک بیشتر این قلمرو را پس گرفتند. ویزیگوت‌ها در جنگ‌های بعدی پیروز ظاهر شدند و در نهایت گالاسیا را ضمیمه خود کردند.

## تاریخ

#### دوران پیشا روم
استرابون در جغرافیای خود، مردم شمال غربی ساحل اقیانوس اطلس ایبریا را به شرح زیر توصیف می‌کند:
... سپس وتونی‌ها و واکائی‌ها، که رودخانه دوریوس [دورو] از قلمرو آنها می‌گذرد، که امکان عبور از آکوتیا، شهر واکائی را فراهم می‌کند. و آخر، کالائیکان‌ها، [گالائیکان‌ها] که بخش بسیار قابل توجهی از منطقه کوهستانی را اشغال می‌کنند. به همین دلیل، از آنجایی که مبارزه با آنها بسیار سخت بود، خود کالایکان‌ها نه تنها نام خانوادگی مردی را که لوسیتانی‌ها را شکست داد [منظورش: دسیموس جونیوس بروتوس کالائیکوس، ژنرال رومی است] قرار داده‌اند، بلکه آن را نیز در حال حاضر، قبلاً نیز مطرح کرده‌اند. بیشتر لوسیتانی‌ها را کالایکان می‌نامند.
طبق این نوشته بر خلاف پلینی بزرگ و ملا، استرابون گالسیایی‌ها و لوسیتانی‌ها را از یک قماش می‌داند.

##### دوران رومی
پس از اتمام جنگ‌های پونی و از میان رفتن نفوذ کارتاژ، رومیان تمرکز خود را برای فتح سایر نواحی هیسپانیا معطوف کردند (مقاله اصلی:گسترش روم در آیبریا). به گفته پائولوس اوروسیوس، قبیله گالِسی با ۶۰۰۰۰ نفر جمعیت، در سال ۱۳۷ قبل از میلاد در نبردی در رودخانه دورو (اسپانیایی: Duero، پرتغالی: Douro، گالیسی: Douro، لاتین: Durius) با نیروهای رومی مواجه شدند که منجر به وقوع نبردی بزرگ شد. پیروزی روم، که به موجب آن، دسیموس جونیوس بروتوس، پروکنسول روم، قهرمانی را با دریافت لقب آگنومن گالایکوس ("فاتح گالایکوس") به چنگ آورد.
از این زمان به بعد، جنگجویان گالسی به صفوف لژیون‌های رومی پیوستند تا روم را در نبردهایش علیه داچیا و بریتانیا همراهی کنند. نابودی مقاومت سلتی‌ها هدف نهایی درگیری‌های خشن و بی رحمانه در طی جنگ‌های کانتابریایی بود که در زمان امپراتور آگوستوس از ۲۶ تا ۱۹ قبل از میلاد انجام شد. مقاومت وحشتناک بود: خودکشی دسته جمعی بومی‌ها به جای تسلیم، مادرانی که فرزندان خود را قبل از خودکشی به قتل رساندند، اسیران جنگی مصلوب شده که سرودهای پیروزمندانه می‌خواندند، شورش اسیران که نگهبانان خود را کشتند و از سرزمین گال به خانه بازگشتند.
برای روم، گالسیا منطقه‌ای بود که منحصراً توسط دو صومعه تشکیل شده بود - لوسنسیس و براکرنسیس(conventus—the Lucensis and the Bracarensis) - و طبق منابع مکتوب به وضوح از مناطق دیگر مانند آستوریکا متمایز بود:
- وکالت قانونی از طریق آستوریاس و گال.
- مدیریت آستوریاس و گال.
- گروهی از آستوریایی‌ها و گال‌ها.
- پلینی: آستوریاس و گالسیا

###### دوران پسا روم
مقاله اصلی: پادشاهی سوئبی
در شب ۳۱ دسامبر ۴۰۶ پس از میلاد، چندین قبایل بربر ژرمنی از جمله وندال‌ها، آلان‌ها و سوئیبی، مرز روم در رود راین را درنوردیدند و پس از نابودی لژیون‌های مرزی به سمت جنوب و غرب پیشروی کردند و گال را غارت نمودند و در ادامه از پیرنه عبور کردند. آنها تصمیم گرفتند استان‌های رومی کارتاژینسیس (استان جنوب شرقی هیسپانیا)، تاراکونسیس، گالسیا و بائتیکا را غارت کنند.
سوئبی‌ها بخشی از گالاسیا را تصاحب کردند، جایی که بعداً موفق شدند یک حکومت پادشاهی را به نام خود در آنجا تأسیس کنند. پس از اینکه وندال‌ها و آلان‌ها به شمال آفریقا رفتند، سوئبی کنترل بسیاری از شبه جزیره ایبری را به دست گرفت. با این حال، در طی لشکرکشی‌های ویزیگوتی بیشتر این قلمرو را از دست دادند. ویزیگوت‌ها در جنگ‌های بعدی پیروز قاطع میادین نبرد بودند و در نهایت کل منطقه گالسیا را ضمیمه حکومت خود کردند.
پس از شکست ویزیگوت‌ها و الحاق بخش اعظم هیسپانیا توسط موروها، گروهی از ایالت‌های ویزیگوتی در کوه‌های شمالی از جمله گالسیا مستقل ماندند. در نوشته‌های بائتوس اهل لیئه بانا(Beatus of Liébana) (متوفی ۷۹۸)، از لفظ گالسیا برای اشاره به بخش مسیحی شبه جزیره ایبری و لفظ هیسپانیا نیز برای مشخص کردن باقی سرزمین‌های مسلمان نشین استفاده می‌شد. امیران که ترجیح می‌دادند بر روی کار تثبیت سرزمین‌های تسخیر شده تمرکز کنند، در نهایت هرگز به این کوه‌های مستحکم دست نیافتند این مناطق به گونه ای بود که حتی رومی‌های قبل از آن‌ها نیز نسل‌های زیادی را برای فتح آن سپری کرده بودند (اشاره به زمان بر بودن گسترش در این ناحیه).
در زمان شارلمانی، اسقف‌های گالسیا در شورای فرانکفورت در سال ۷۹۴ شرکت کردند. طبق تاریخ فرانک‌ها، شارلمانی در طول اقامت خود در آخن، امتیاز ایجاد سفارتخانه‌هایی را از آلفونسوی دوم گالاسیا دریافت کرد.
سانچو سوم ناوار در سال ۱۰۲۹ از برمودوی سوم لئون به عنوان امپراتور خاندان ورمودوس در گالاسیا یاد می‌کند.